# Aigues-Mortes
Aigues-Mortes is een Franse gemeente in het departement Gard in het zuiden van Frankrijk. De gemeente telde 8.707 inwoners op 1 januari 2022.
Aigues-Mortes (letterlijk vertaald: 'dode wateren') is een zwaar versterkte vestingstad met diverse stadspoorten en torens. De inwoners worden Aigues-Mortais genoemd.

## Geschiedenis

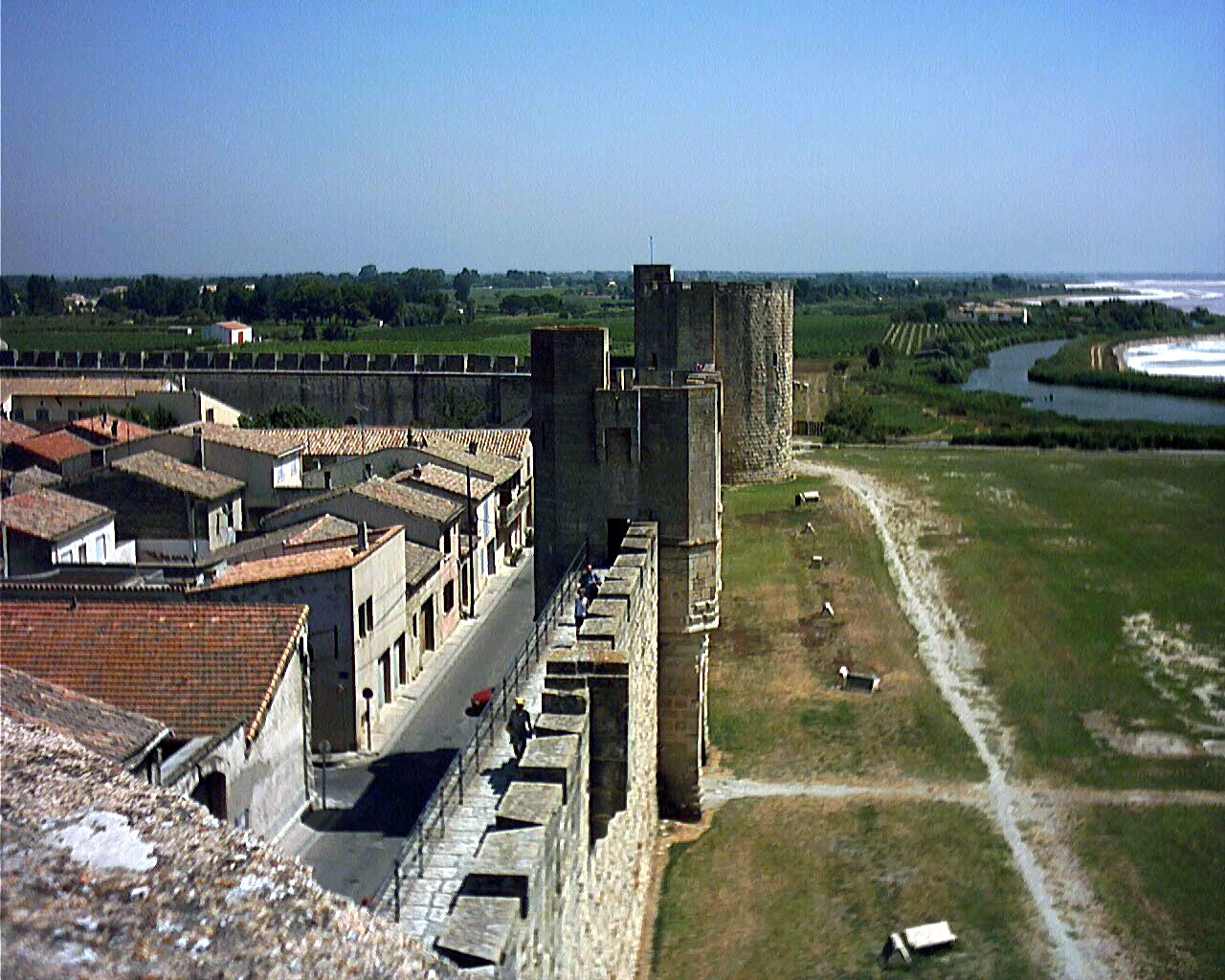
De stadsmuur vanuit een toren

In 791 werd er door de Franken een wachttoren gebouwd, de Tour Matafère, midden in het moeras. Er was toen een kleine nederzetting waarvan de bevolking leefde van de visvangst en de zoutwinning. Niet veel later werd de benedictijner abdij van Psalmody gesticht.
De stad is in de 13e eeuw gebouwd als uitvalsbasis voor de kruistochten voor de Franse koning, die liever niet in een vreemde haven als Marseille inscheepte. In die periode lag Aigues-Mortes nog direct aan zee en Aigues-Mortes was dus de eerste Franse uitweg naar de Middellandse Zee.
Koning Lodewijk IX, de Heilige, kreeg van monniken uit de abdij van Psalmody een stuk zoutmoeras en liet er de stadskern tussen 1246 en 1272 bouwen. De koning verleende in 1246 een stadscharter om zo inwoners aan te trekken. De stadsmuren zijn er tussen 1272 en 1310 omheen gebouwd. In 1248 al vertrok hier de Zevende Kruistocht naar Cyprus, een vloot van 1500 schepen met 35.000 mannen. In 1270 vertrok Lodewijk de Heilige hier voor de Achtste Kruistocht, ditmaal naar Tunis.
In 1418, tijdens de Honderdjarige Oorlog werd de stad ingenomen door een Bourgondisch leger. In 1421 werd de stad na een lang beleg weer heroverd door de Armagnacs. De dode Bourgondiërs werden in afwachting van een begrafenis in een toren gelegd, die sindsdien de Tour des Bourguignons heet. Na de inlijving van Provence bij Frankrijk in 1481 nam Marseille de strategische rol van Franse haven aan de Middellandse Zee over. De haven van Aigues-Mortes verzandde door aanslibbingen van de Rhône en intussen ligt de stad zeker vijf kilometer van de zee vandaan.
In juli 1538 kozen keizer Karel V en koning Frans I van Frankrijk de haven om de Vrede van Nice verder uit te diepen. Hun persoonlijke ontmoeting leidde tot een onverwachte doorbraak. Er kwamen wederzijdse huwelijksbeloftes en een tienjarig staakt-het-vuren, dat standhield tot de hervatting van de vijandelijkheden in 1542. In 1576 werd Aigues-Mortes een place de sûreté voor de hugenoten.
In de 18e eeuw raakte Aigues-Mortes in verval.

### Pogrom op Italiaanse arbeiders
In 1893 vond een pogrom plaats tegen Italiaanse seizoensarbeiders werkzaam in de zoutpannen van Aigues-Mortes. Die zomer had de Compagnie des Salins du Midi een duizendtal arbeiders gerekruteerd, met naast Piëmontezen ook Franse boeren en vagebonden. Na een gevecht binnen een gemengde groep werden de Italianen op 17 augustus heftig belaagd door collega's en door de plaatselijke bevolking. De belagers namen er geen genoegen mee dat de gendarmerie de immigranten naar het station begeleidde met het oog op uitzetting. Met stokken, stenen en geweren richtten ze een lynchpartij aan. Officieel stierven acht Italianen door verwondingen of verdrinking. Vele tientallen raakten gewond. De zaak leidde tot bilaterale spanningen tussen Frankrijk en Italië. De Franse ambassade in Rome werd aangevallen. Op het strafproces in Angoulême sprak een jury op 30 december alle zestien beschuldigden vrij. Diplomatiek kende Frankrijk schadevergoeding toe aan de slachtoffers en kreeg het zelf een bedrag voor de schade aan de ambassade.

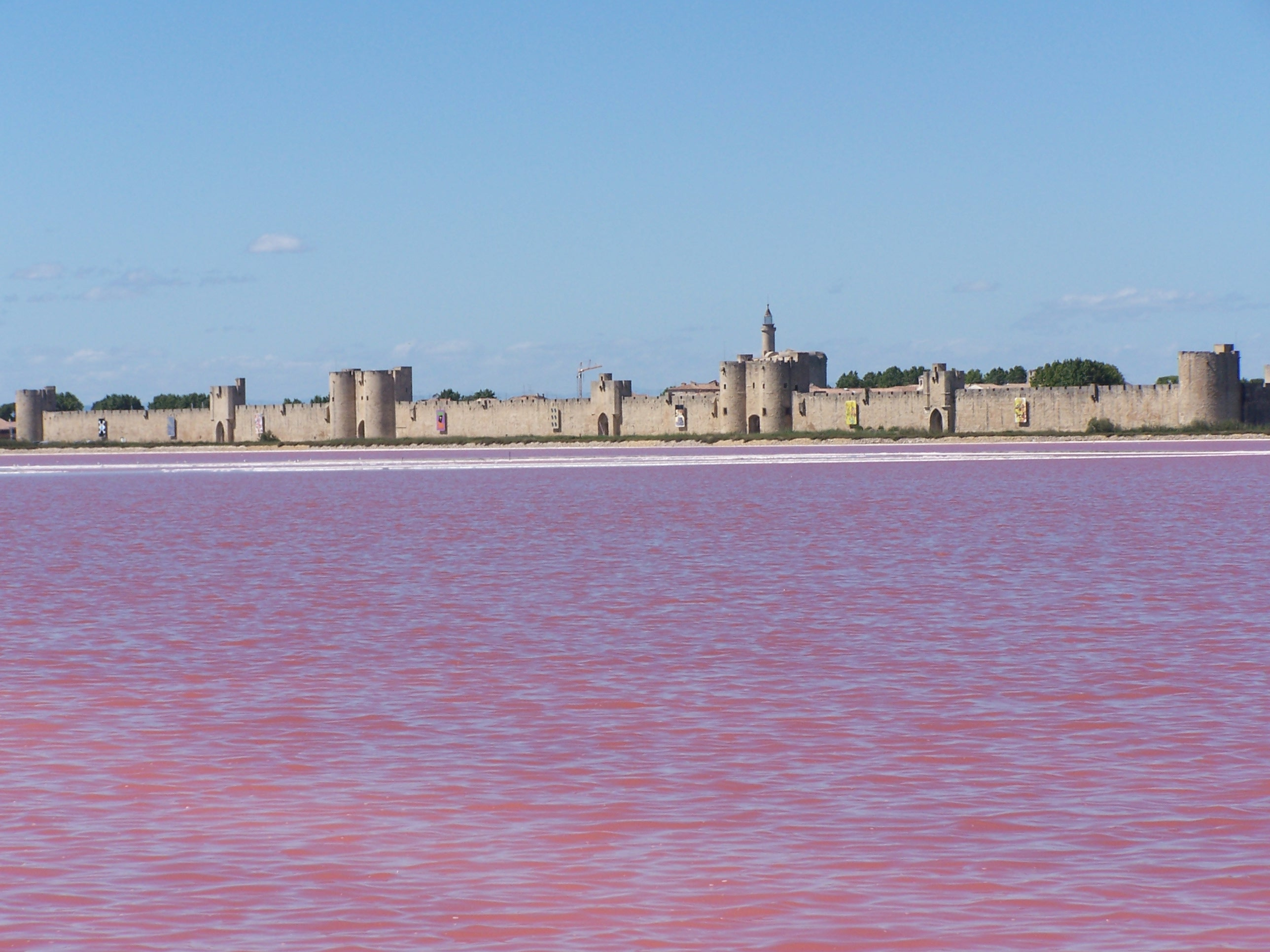
De stadsmuur vanuit de zoutpannen

## Bezienswaardigheden
- De omwalling, gebouwd uit steen van Beaucaire en Les Baux-de-Provence, vormt een onregelmatige vierhoek met vijf stadspoorten met dubbele torens, vijf kleine poorten door een toren en vijf overige torens: (met de wijzers van de klok mee, beginnend op de noordwesthoek) Toren van Constance, Poort van Gardette, Zouttoren, Poort van Sint-Antonius, Lonttoren en Toren van Villeneuve, Poort van de Kordeliers, Poort van de Koningin, Kruittoren, Poort van het Arsenaal, Poort van de Marine, Poort van de Galjoenen, Molenpoort, Poort van de Kabelring, Toren van de Bourgondiërs, Poort van de Aardebaan
- Tour Carbonnière, een 14e-eeuwse voorpost van de stad, drie km buiten de stad, landinwaarts
- Place Saint-Louis, met het standbeeld van Lodewijk de Heilige (een zeldzaam bewaard standbeeld van een Franse koning)
- Kerk Notre-Dame-des-Sablons, gelegen aan de Place St-Louis, een gotische kerk met een karakteristiek houten zadeldak
- Chapelle des Pénitens Blancs, een barokke kapel uit 1620
- Chapelle des Pénitents Gris, eveneens uit de 17e eeuw

## Geografie
De stad ligt circa 30 km van Nîmes en 35 km van Montpellier en niet ver van het natuurgebied de Camargue. In het westen ligt de gemeente aan de lagune Étang de l'Or.
De oppervlakte van Aigues-Mortes bedroeg op 1 januari 2022 57,78 vierkante kilometer; de bevolkingsdichtheid was toen 150,7 inwoners per km².

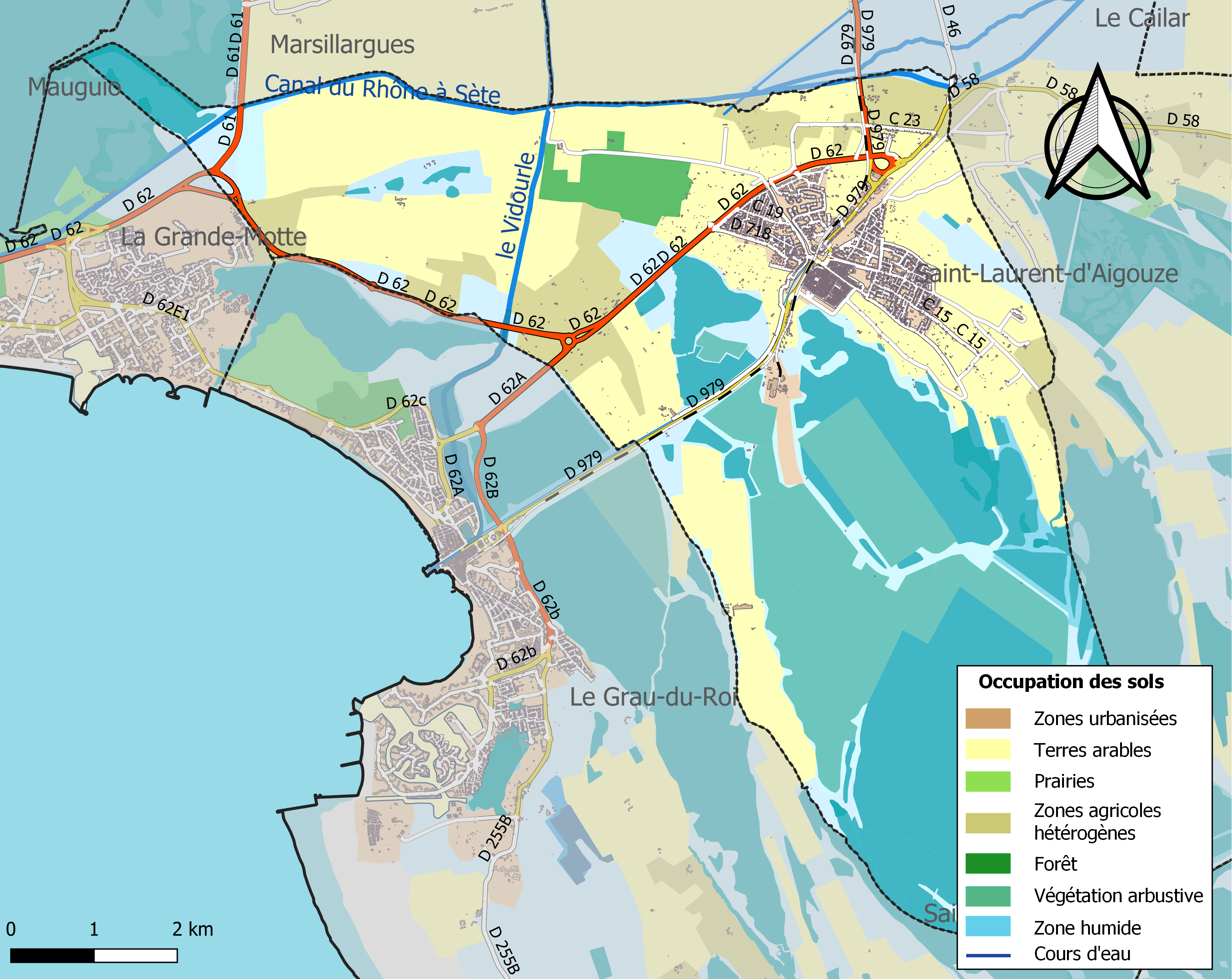
Kaart van de gemeente met belangrijkste infrastructuur, bodemgebruik en omliggende gemeenten

## Verkeer
In de gemeente ligt het spoorwegstation Aigues-Mortes.

## Demografie
Onderstaande figuur toont het verloop van het inwoneraantal van Aigues-Mortes vanaf 1962.
Bron: Frans bureau voor statistiek